# Enfield Town F.C.
Enfield Town FC là một câu lạc bộ bóng đá có trụ sở tại Enfield Town, Đại Luân Đôn, Anh. Thành lập vào năm 2001 sau khi tách ra khỏi Enfield, đội bóng hiện thi đấu tại Isthmian League Premier Division. Sân nhà của đội bóng là Sân vận động Queen Elizabeth II.

Bên ngoài Sân vận động Nữ hoàng Elizabeth II năm 2017

Sân vận động Nữ hoàng Elizabeth II trong mùa giải 2017

## Danh hiệu
- Isthmian League
  - Nhà vô địch League Cup mùa giải 2018–19
- Essex Senior League
  - Nhà vô địch các mùa giải 2002–03, 2004–05
  - Nhà vô địch League Cup mùa giải  2001–02, 2003–04
- Cherry Red Books Trophy
  - Nhà vô địch mùa giải 2001–02
- Middlesex Charity Cup
  - Nhà vô địch các mùa giải 2001–02, 2007–08
- Supporters Direct Cup
  - Nhà vô địch các mùa giải 2006–07 (đồng vô địch), 2011–12, 2012–13
- George Ruffell Memorial Shield
  - Nhà vô địch mùa giải 2009–10

## Thống kê
- Thành tích tốt nhất tại FA Cup: Vòng sơ loại thứ tư mùa giải 2015–16[2]
- Thành tích tốt nhất tại FA Trophy: Vòng loại thứ ba mùa giải 2012–13[2]
- Thành tích tốt nhất tại FA Vase: Vòng ba mùa giải 2003–04, 2004–05[2]
- Kỷ lục khán giả đến sân: 969 người trong trận đấu giao hữu với Tottenham Hotspur, tháng 11 năm 2011[3]
- Chiến thắng đậm nhất: 7–0 trước Ilford, ngày 29 tháng 4 năm 2003[4]
- Cầu thủ ra sân nhiều nhất: Rudi Hall[5]
- Cầu thủ ghi bàn nhiều nhất: Liam Hope, 108 bàn (giai đoạn 2009–2015)[6]